# Wil van der Aalst

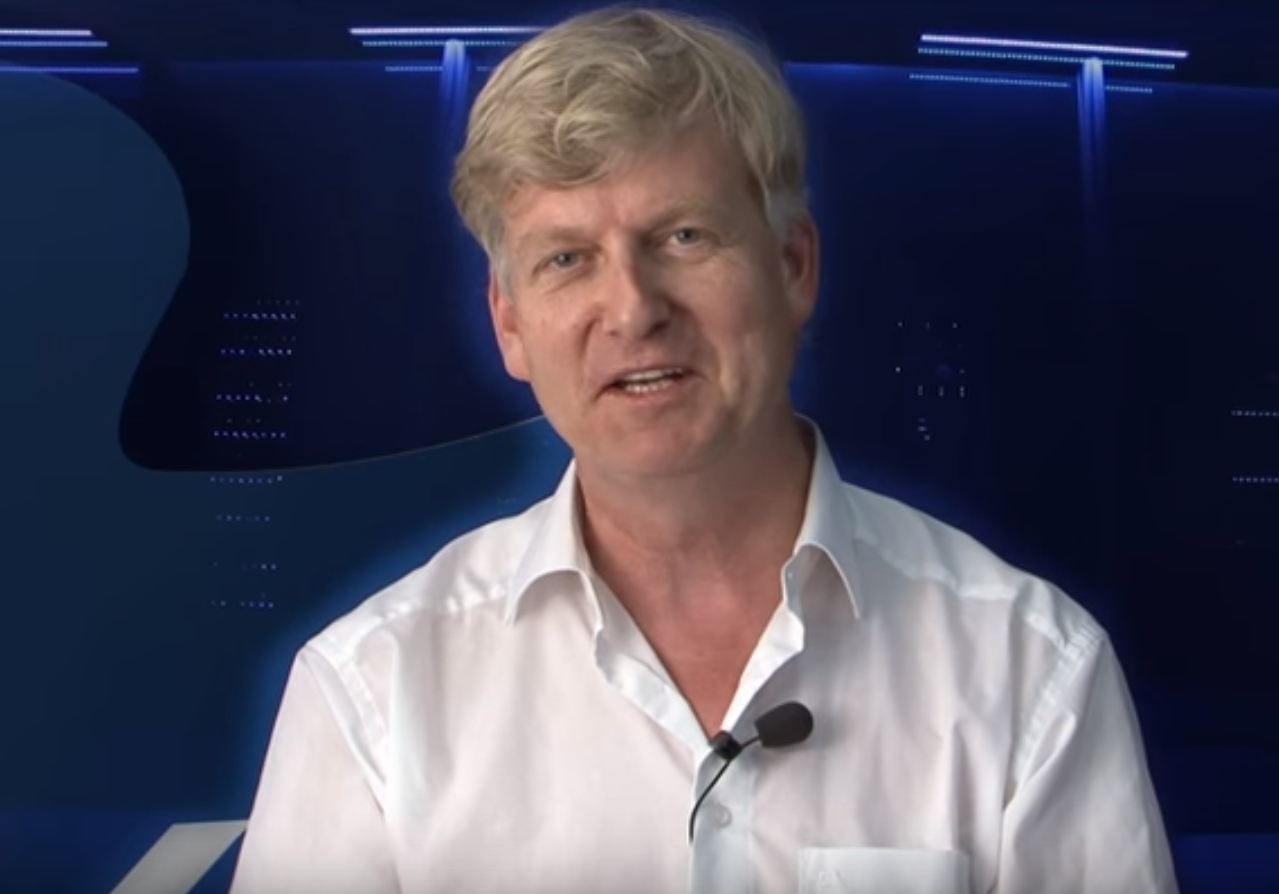
Wil van der Aalst, 2016

Willibrordus Martinus Pancratius „Wil“ van der Aalst (* 29. Januar 1966 in Eersel) ist ein niederländischer Informatiker, der sich mit Prozessmanagement befasst. Er ist seit dem 1. Januar 2018 Inhaber einer Alexander-von-Humboldt-Professur an der RWTH Aachen und Leiter der Process Mining Abteilung am Fraunhofer-Institut für Angewandte Informationstechnik FIT. Zuvor war er Professor an der Technischen Universität Eindhoven.

## Leben und Wirken
Wil van der Aalst studierte an der TU Eindhoven mit dem Diplom in Informatik 1988 und der Promotion in Mathematik 1992 (Time colored Petri nets and their application to logistics) bei Jaap Wessels und Kees van Hee. Danach war er Dozent und leitete die Gruppe Specification and Modeling of Information systems (SMIS). 2006 erhielt er eine volle Professur und leitete die Architecture of Information Systems (AIS) Gruppe. Van der Aalst ist einer der Mitgründer des Data Science Center Eindhoven (DSC/e) und war von 2013 bis 2018 dessen wissenschaftlicher Leiter. Er lehrt auch in Teilzeit an der Queensland University of Technology.
Van der Aalst war Gastprofessor an dem Karlsruher Institut für Technologie (AIFB), der University of Georgia, und der University of Colorado Boulder.
Er befasst sich mit Workflow-Management, Business Process Management, Process-Mining, Petri-Netzen, Spezifikationssprachen und Simulation. Er ist bekannt für YAWL (Yet Another Workflow Language), ein Open-Source-Projekt für die Entwicklung einer Workflow-Sprache mit Workflow-Entwurfsmustern (Workflow Pattern), und ProM (für Process Mining).
Er ist Mitglied der Königlich Niederländische Akademie der Wissenschaften, Koninklijke Hollandsche Maatschappij der Wetenschappen und der Academia Europaea (2011), seit 2020 auch der Nordrhein-Westfälischen Akademie der Wissenschaften und der Künste. Er gehört zu den meistzitierten Informatikern (2020 Platz 16 nach guide2research mit einem H-Index von 151) und ist ein Fellow von International Federation for Information Processing (IFIP).
Seit September 2021 ist er Chief Scientist beim Process Mining-Anbieter Celonis. 2022 wurde van der Aalst in die Deutsche Akademie der Technikwissenschaften (acatech) gewählt.

## Schriften
- mit J. Desel, A. Oberweis: Business Process Management: Models, Techniques, and Empirical Studies, Lecture Notes in Computer Science 1806, Springer-Verlag, 2000.
- mit K. M. van Hee: Workflow Management: Models, Methods, and Systems, MIT press, Cambridge, MA, 2002.
- mit J.-M. Colom, F. Kordon, G. Kotsis, D. Moldt: Petri Net Approaches for Modelling and Validation, LINCOM Studies in Computer Science, Band 1, Lincom, München, 2003.
- mit Marlon Dumas, A. H. M. ter Hofstede: Process-Aware Information Systems: Bridging People and Software through Process Technology, Wiley 2005
- mit J. Cardoso: Handbook of Research on Business Process Modeling, Information Science Publishing, Hershey, PA, USA, 2009.
- mit A. H. M. ter Hofstede, M. Adams, N. Russell: Modern Business Process Automation: YAWL and its Support Environment, Springer Verlag 2010
- mit C. Stahl: Modeling Business Processes: A Petri Net Oriented Approach, MIT press, Cambridge, MA, 2011.
- Process Mining: Discovery, Conformance and Enhancement of Business Processes. Springer-Verlag, 2011.
- mit N. Russell, A. H. M. ter Hofstede: Workflow Patterns: The Definitive Guide. MIT Press 2016.
- Process Mining: Data Science in Action. Springer-Verlag, Berlin, 2016.